# 密码货币钱包
密码货币钱包（英語：Cryptocurrency wallet, 又译加密貨幣錢包），是儲存以比特幣為首的密碼貨幣的公鑰與私鑰、私鑰所對應的地址、該地址（群）的貨幣結算，以及貨幣交易的支援系統。有時該系統甚至包含了整個區塊鏈的記帳與維護。由於加密貨幣是以區塊鏈為主，所以實際金額是以區塊鏈最後的記錄結果為準。

## 錢包的種類
由於加密貨幣的蓬勃發展，也發展出了不同類型的錢包，以因應各種的使用情境。下列各種錢包分類，為各常見加密貨幣所採用，如比特幣、以太坊等。

### 按照去中心化程度
按照去中心化程度，可以把钱包分为全节点钱包、轻钱包，以及中心化钱包。
- 全节点钱包
  - 此種錢包需要先進行軟體安裝，安裝後會與整個區塊鏈進行同步，儲存整個區塊鏈，所以全新錢包開始同步時，必須從第一筆資料開始下載，會花上數小時～數十日的時間，並且佔用為數不小的儲存空間與網路流量。這樣的錢包又稱為完整節點。由於此種錢包能提供所對應的加密貨幣網路完整區塊鏈與服務，所以可以提升該加密貨幣網路的完整性與可靠性，因此某些加密貨幣，會對持有這種錢包的使用者進行獎勵（參見：權益證明）。

- SPV錢包（simplified payment verification wallet，簡單支付驗證錢包，又名輕錢包）[3]
  - 與前者比，此種錢包僅儲存私鑰與結算，不儲存整個區塊鏈，所以佔用資源很少，較適用於移动设备。
  - 線上錢包（不保管私鑰）：一般設計為網頁形式，在網站產生私鑰後，由個人保管，日後要存取錢包時必須輸入私鑰，網站不負責替使用者保存。使用概念上類似於SPV錢包的網頁版。使用此類網站，應挑選有信譽的品牌，以及注意是否為仿冒的釣魚網站。

- 中心化钱包
  - 線上錢包（保管私鑰）：一般設計為網頁形式，同時保管你的私鑰。此類網站風險較高，因為掌握你的私鑰，也就等於掌握你該私鑰下的加密貨幣資產。
  - 交易所錢包：各交易所為了能夠出入幣，也都會提供對應該幣的錢包地址。此種錢包不會提供私鑰給使用者，所以一旦存入，就只能依靠交易所的機制來提領。這同時也算是一種線上錢包。

### 按照私钥存储方式
按照私钥存储方式，可以钱包分为冷钱包、热钱包。
- 冷錢包
  - 冷钱包（Cold Wallet），与热钱包相对应，也称离线钱包或者断网钱包，区块链钱包种类之一，意指网络不能访问到用户私钥的钱包。[5]冷钱包通常依靠“冷”设备（不联网的电脑、手机等）确保比特币私钥的安全，运用二维码通信让私钥不触网，避免了被黑客盗取私钥的风险，但是也可能面临物理安全风险（比如电脑丢失，损坏等）。[6]
  - 將私鑰儲存至不會與網路連線的設備上，包括列印、手抄（紙錢包），甚至自行背誦（腦錢包），以確保儲存期間的絕對安全。不過上述錢包在進行交易時，仍必須將私鑰輸入到一般軟體錢包，而最高標準的冷錢包，還必須能進行離線簽署，只將簽署過的交易發出來。
  - 將私鑰儲存在額外的特製硬體設備，使用時交易需在硬體內部進行交易簽署才送出，只要硬體沒有被破解，就絕對安全。[7]如果此硬體設備完全離線、只送出簽署過的交易訊息，那同時也是最高標準的冷錢包。

- 热钱包
  - 热钱包（Hot Wallet），与冷钱包相对应，也称在线钱包或者联网钱包（Online Wallet），区块链钱包种类之一，也就是网络能够访问到用户私钥的钱包。[6]热钱包因其联网特性，外人可能通过互联网访问用户的私钥，[8]因此安全性比冷钱包低，但比冷钱包更便利。另外，无论是使用冷钱包还是热钱包，私钥都是关键所在。[5]

## 遺失私鑰與誤發送
如果一旦遺失了私鑰、或是誤將錢幣發送到錯誤的地址，以現今的技術，幾乎不可能再把貨幣取回來，而這一批貨幣也相當於被消滅了。不過有一種狀況是例外，就是在使用共同加密機制的前提下，誤將A種貨幣，發送到了使用中的B種幣的地址。由於A種幣與B種幣使用同樣的加密簽章方式，所以只要持有B種幣地址的私鑰，就能取回同位置的A種幣。例如將以太幣發送到一個以太坊經典的位置，那就持後者的私鑰去以太坊錢包取回即可。由此可知，如果你在一種貨幣發生硬分岔、形成兩種貨幣後，曝露自己任一種貨幣的私鑰，都可能會導致同位址上另一種貨幣的不安全。

## 駭客攻擊事件

### 2018年
- 01月7日，Reddit Tippr 用戶遭黑客攻擊，遭盗走了数千個BCH（比特币现金）。Tippr 是Reddit機器人，以 BCH 支付小費給其用戶。[10]
- 01月13日，XLM （Stellar Lumen）錢包遭黑客攻擊，約40萬美元XLM被盜。根據多個消息來源報導，黑客控制了BlackEalet.co的DNS服務器，更改設置以容許代碼運行，自動將超過20XLM的客戶賬戶餘額發送到黑客地址。[11][12]
- 01月22日，IOTA 錢包遭黑客攻擊, 價值約400萬美元的IOTA被盜。[13]
- 04月16日，數字貨幣投資者和YouTube紅人 Ian Banlina 在直播評論ICO項目是發現受黑客攻擊， 超過200萬美元的數字貨幣從他的Etherscan 錢包中被轉移。[14]其後被質疑事件為自編自導自演。[15]
- 04月24日，MyEtherWallet (MEW)，最流行的以太錢包之一在谷歌公共 DNS 上遭黑客攻擊。根據報導稱約36萬美元被盜， 但實質損失金額未名。[16][17]
- 04月，Coinsecure 損失約438比特幣，價值約330萬美元。 根據報導指出，私密金鑰 （指由公司保存並離線存儲的密碼）在網上被洩露, 導致駭客攻擊， 而當中負責保存私密金鑰的博士 Dr. Amitabh Saxena被指涉嚴製造虛假故事被捕。Coinsecure其後通知用戶將以印度盧幣作補償，條件為必須於2018年6月30日之前提交索賠。[18][19]
- 09月25日， EOS持倉大戶賬戶被盜（gm3dcnqgenes），一共損失約209萬個EOS，約1080萬美元。[20][21]
- 10月22日，Trade.io 的冷錢包有5000萬TIO， 約750萬美元被盜，其中130萬TIO被轉移到Kucoin 和Bancor交易所。Kucoin 暫停了TIO交易，Bancor則永久刪除了TIO。[22][23]
- 12月19日，多個在EOS.IO平台的分散應用程式遭受回滚攻击(Roll Back Attack)，其中BetDice损失20万EOS，EOS Max损失超5万 EOS，ToBet损失22000EOS，及Big.game损失8000EOS。[24]

### 2019年
- 02月15日，在EOS.IO平台上的竞猜类游戏Gameboy遭受來自黑客(111alpha1111)的連串攻擊，損失達數千EOS。[25]

## 參閱
- 加密貨幣
- 區塊鏈
- 加密電子貨幣列表

## 外部連結

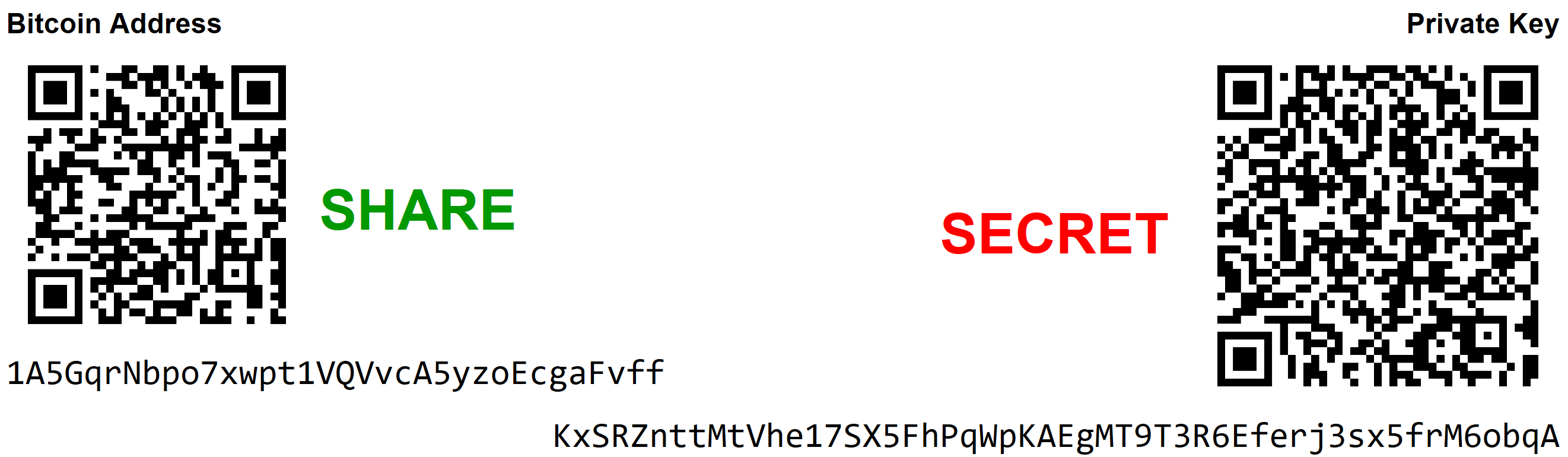
一個示例的紙質可打印比特幣錢包，包括一個用於接收的比特幣地址、及一個用於消費的對應私鑰。

- What is a Cryptocurrency Wallet? （页面存档备份，存于）
- Introduction to the Bitcoin Wallet（页面存档备份，存于）
- What is a cryptocurrency wallet? How does it work? （页面存档备份，存于）